# Kim Hyun-jung (wspinaczka sportowa)
Kim Hyun-jung (Hangul: kor. 김현정, ur. 1968 w Seulu) – południowokoreańska wspinaczka sportowa. Specjalizowała się w boulderingu, prowadzeniu oraz we wspinaczce na czas. Trzykrotna wicemistrzyni Azji we wspinaczce sportowej: dwukrotnie w prowadzeniu oraz raz w boulderingu.

## Kariera sportowa
Multimedalistka mistrzostw Azji (łącznie 4 medali w tym 3 tytuły wicemistrzyni) we wspinaczce sportowej w latach 2000 - 2004:
- w konkurencji boulderingu;
  - vice mistrzostwo Azji (1x) – 2001
- w konkurencji prowadzenia;
  - vice mistrzostwo Azji (2x) – 2000, 2002
- w konkurencji na czas;
  - brązowy medal mistrzostw Azji (1x) – 2000

## Osiągnięcia

### Mistrzostwa świata
| Konkurencje | 2003 |
| Prowadzenie | 40   |

### Mistrzostwa Azji
| Konkurencje  | 2000 | 2001 | 2002 | 2004 |
| Bouldering   | —    | 2    | —    | —    |
| Prowadzenie  | 2    | —    | 2    | 10   |
| wsp. na czas | 3    | —    | —    | —    |